# Ознака Дедекінда
Ознака Дедекінда — ознака збіжності числових рядів вигляду {\displaystyle \sum _{n=1}^{\infty }a_{n}b_{n}} (в загальному вигляді {\displaystyle a_{n}} и {\displaystyle b_{n}} — комплексні). Встановлений Юліусом Дедекіндом.

## Формулювання
| Ряд {\displaystyle \sum _{n=1}^{\infty }a_{n}b_{n}\ (a_{n},b_{n}\in \mathbb {C} )} збіжний, якщо: - ряд {\displaystyle \sum _{n=1}^{\infty }(a_{n}-a_{n+1})} абсолютно збігається; - {\displaystyle a_{n}\rightarrow 0} при {\displaystyle n\rightarrow \infty }; - часткові суми ряду {\displaystyle \sum _{n=1}^{\infty }b_{n}} обмежені. |

## Для невласних інтегралів
| Добуток {\displaystyle f(x)g(x)} ({\displaystyle f,g} неперервні на {\displaystyle (a,b]} і {\displaystyle f,g:[a,b]=I\rightarrow \mathbb {R} }) інтегровний на {\displaystyle I}, якщо: - {\displaystyle F(x)=\int _{x}^{b}f(x)dx,a<x\leqslant b} обмежений на {\displaystyle (a,b]}; - {\displaystyle g^{\prime }(x)} абсолютно інтегровна на {\displaystyle I}; - {\displaystyle \lim _{x\rightarrow a+0}g(x)=0}. |